# Gábor Kis
Gábor Kis (Budapeste, 27 de setembro de 1982) é um jogador de polo aquático húngaro, campeão olímpico.

## Carreira
Kis fez parte da equipe campeã olímpica nos Jogos Olímpicos de 2008. Oito anos depois integrou o elenco da Seleção Húngara de Polo Aquático que ficou em quinto lugar nos Jogos Olímpicos de 2016.